# Weinmannia baehniana
Weinmannia baehniana är en tvåhjärtbladig växtart som beskrevs av Luciano Bernardi. Weinmannia baehniana ingår i släktet Weinmannia och familjen Cunoniaceae. Inga underarter finns listade i Catalogue of Life.